# 許梓桑
許梓桑（1874年11月14日—1945年），字迺蘭，臺灣基隆人。臺灣日治時期於基隆一帶歷任公職，並曾擔任臺北州協議會員。除此之外，許梓桑在基隆藝文界也有一定地位，曾擔任大同吟社社長。
其晚年的住居許梓桑古厝現已被列為基隆市歷史建築。

## 生平
許梓桑出生於1874年11月14日，父許福壽早亡，幼年由母親胡淑(1838-1913)教導識字，後來向江呈輝學習，並成為淡水縣庠生。後來到了日治時期，為日本政府網羅擔任基隆區街庄長事務所書記，並於明治卅四年（1901年）獲授紳章。明治卅六年（1903年）接替前任之吳志清而升任基隆區街庄長，不久又升任為臺北廳基隆區長（1913-1920年）。大正九年（1920年）地方制度修改之後，任基隆市協議會員、基隆街協議會員。於次年（1921年）擔任基隆街助役，但不久便退職。在此之後又擔任過臺北州協議會員與基隆同風會會長，大正9年（1920年)至昭和7年（1932年）擔任臺北州州協議會員。
而除了擔任公職服務鄉里之外，崇奉儒家學說與佛教的他亦積極推廣基隆的文教，曾擔任過慶安宮的管理人與倡建大竿林代天宮，鼓吹詩學成為臺北瀛社中堅。此外他還擔任過吟稿合刊詩報社社長、大同吟社社長。著有〈筠窗吟草〉1卷，被《臺灣詩薈》選載其詩文過。
許梓桑好詩詞，漢學造詣甚深，撰《慶餘堂詩稿》惜未傳世，其詩詞散見於《詩報》、《臺灣日日新報》。